# Pierre Morel-À-L’Huissier

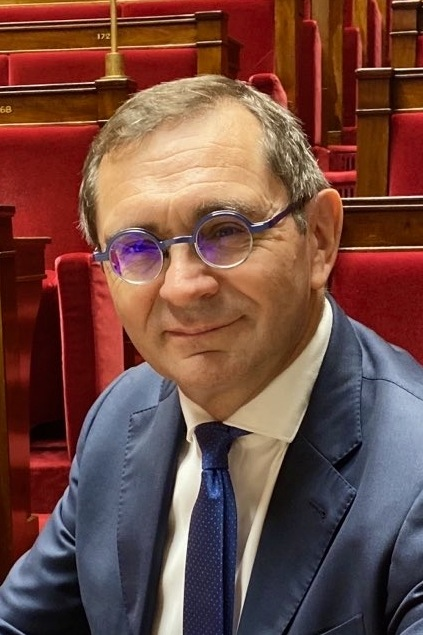
Pierre Morel-À-L’Huissier 2020

Pierre Morel-À-L’Huissier (* 21. Dezember 1958 in Straßburg) ist ein französischer Politiker (DL, UMP, LR, UDI). Er ist seit 2002 Abgeordneter der Nationalversammlung.
Morel-À-L’Huissier war hauptberuflich Anwalt, bevor er ab 1986 als Mitarbeiter von Jacques Blanc (UDF-PR) arbeitete, der in diesem Jahr Präsident des Regionalrats von Languedoc-Roussillon wurde. Als Mitglied der rechtsliberalen Démocratie libérale erlangte er 1998 mit dem Einzug in den Generalrat des südfranzösischen Départements Lozère sein erstes eigenes politisches Mandat. Er engagierte sich zunächst auf lokaler Ebene, initiierte 1999 beispielsweise die Gründung des Gemeindeverbandes Communauté de communes des Hautes Terres de l’Aubrac, der aus Fournels und neun umliegenden Gemeinden besteht, und dessen Präsident Morel-À-L’Huissier bis 2017 war. 2001 wurde er zum Bürgermeister der Kleinstadt Fournels gewählt. Von 2001 bis 2015 war er zudem Vorsitzender des Rats für Architektur, Stadtentwicklung und Umwelt des Départements Lozère.
Die DL ging 2002 in der neuen Mitte-rechts-Sammelpartei UMP des wiedergewählten Präsidenten Jacques Chirac auf. Morel-À-L’Huissier trat für diese bei den Parlamentswahlen an und wurde zu einem der zwei Abgeordneten des Départements Lozère gewählt, bei der Wahl 2007 wurde sein Mandat bestätigt. Von 2002 bis 2007 und erneut von 2009 bis 2022 gehörte er dem Ausschuss für Verfassungsgesetze, Gesetzgebung und allgemeine Verwaltung der Nationalversammlung an und war zeitweilig dessen Sekretär. Von 2010 bis 2012 war er Richter am Gerichtshof der Republik, der über Amtsvergehen französischer Minister urteilt. Bei der Parlamentswahl 2012 wurde das bevölkerungsarme Département Lozère auf einen Wahlkreis reduziert. Dies hatte zur Folge, dass Morel-À-L’Huissier unter anderem gegen seinen Parteifreund Francis Saint-Léger – den bisherigen Abgeordneten des 1. Wahlkreises – antreten musste. Während Morel-À-L’Huissier in der ersten Runde mit 27,4 % hinter der Sozialistin Sophie Pantel den zweiten Platz erreichte und Saint-Léger scheiterte, konnte er sich in der zweiten Runde knapp mit 50,5 % behaupten.
Im Januar 2015 berief der Parteivorsitzende Nicolas Sarkozy Morel-À-L’Huissier als Sprecher für Angelegenheiten des ländlichen Raums in das nationale Sekretariat (Präsidium) der UMP, die sich vier Monate später in Les Républicains umbenannte. Auch bei der Parlamentswahl 2017 wurde er als Abgeordneter bestätigt. Aufgrund der neuen Regeln gegen Ämterhäufung musste er im August 2017 das Bürgermeisteramt in Fournel aufgeben. Entgegen dem Rechtskurs des neuen Parteivorsitzenden Laurent Wauquiez wechselte Morel-À-L’Huissier in die Fraktion Les Constructifs aus Abgeordneten der UDI und gemäßigten Abweichlern aus LR, die zur Zusammenarbeit mit der Regierung Emmanuel Macrons bereit waren. Von 2017 bis 2022 gehörte er der französischen Gruppe in der Interparlamentarischen Union an.
Vor der Parlamentswahl 2022 verließ Morel-À-L’Huissier die Républicains und trat der kleineren Mitte-rechts-Partei UDI bei, wurde aber bei der Wahl auch von seiner früheren Partei nominiert, mit der die UDI verbündet ist. Er wurde mit 54,3 Prozent der Stimmen im zweiten Wahlgang als Abgeordneter bestätigt. Anschließend schloss er sich der Fraktion Libertés, indépendants, outre-mer et territoires (LIOT) an, die Abgeordneter verschiedener kleiner Parteien und politischer Strömungen vereinigt. Am 29. Juni 2022 wurde er als Sekretär ins Präsidium der Nationalversammlung gewählt. Zudem ist Morel-À-L’Huissier Vorstandsmitglied der Deutsch-Französischen Parlamentarische Versammlung.